# NGC 3250D
NGC 3250D is een lensvormig sterrenstelsel in het sterrenbeeld Luchtpomp. Het hemelobject werd op 1 februari 1835 ontdekt door de Engelse astronoom John Herschel.

## Synoniemen
- PGC 30792
- ESO 317-31
- MCG -7-22-11